# گاهانا (اوهایو)
گاهانا(به انگلیسی: Gahanna) شهری در ایالت اوهایو کشور ایالات متحده آمریکا است که جمعیت آن در سرشماری سال ۲۰۱۰ میلادی، ۳۳٬۲۴۸ نفر بوده‌است.